# Aldeia do Mato
Aldeia do Mato va ser una freguesia portuguesa del municipi d'Abrantes, al districte de Santarém, amb 31,68 km² d'àrea i 441 habitants (2011). Densitat poblacional: 13,9 hab / km². Durant la reforma administrativa nacional de 2013, va ser fusionada amb la freguesia de Souto per donar lloc a una de nova, Aldeia do Mato e Souto.

## Història
Afectada per un intens procés de despoblació en les últimes dècades, degut en part a la construcció el 1951 de l'embassament de Castelo de Bode, que va submergir bona part dels seus oliveres (va arribar a tenir 1.630 habitants el 1950 i el 1981 encara eren 1.000), la freguesia d'Aldeia do Mato va quedar extingida en el marc de la reforma administrativa de 2013, fusionant-se amb la de Souto per formar una nova, anomenada Unió de les Freguesias de Aldeia do Mato i Souto, amb seu a la primera. Fins a la seva desaparició, Aldeia do Mato era la vuitena freguesia del concelho en extensió, però també la menys poblada i, per tant, la tercera de menor densitat demogràfica.

## Geografia
Localitzada al nord-oest del concelho, la freguesia d'Aldeia do Mato limitava amb la de Souto al nord-est i a l'est, amb la de São Vicente a l'est, amb la de Rio de Moinhos al sud, amb la de Martinchel a l'oest, amb el concelho de Constância al sud-oest i finalment, al nord, amb l'embassament de Castelo de Bode. En les ribes de l'embassament s'assenta un parc nàutic d'esbarjo i existeixen també tres platges fluvials.

## Patrimoni
En el patrimoni històric-artístic de l'antiga freguesia estan: l'església de Santa Maria Magdalena (seu parroquial), del segle xviii, la del Sagrat Cor de Maria i la de Pucariça.